# 松山堡
松山堡，位于中国福建省霞浦县松山街道松农村，为一个霞浦县级文物保护单位，类型为古建筑，公布时间为2020年10月。
松山堡始建于明朝洪武二十年（1387年），为海防防御建筑工事，堡内为则为古民居。